# Parathalestris paraharpactoides
Parathalestris paraharpactoides is een eenoogkreeftjessoort uit de familie van de Thalestridae. De wetenschappelijke naam van de soort is voor het eerst geldig gepubliceerd in 1939 door Lang.